# 岳云中学
岳云中学是一所位于中华人民共和国湖南省衡阳市南岳区的公办高级中学。学校在1909年初创校于长沙，抗日战争时期因兵燹迁址于南岳旧文定书院及甘泉书院故址上，后又再迁衡山县白果镇、蓝田等地，抗战胜利后学校于南岳复办，建制延续至今。现已经成为“湖南省示範性普通高級中學”之一。

## 历史沿革
清朝宣统元年（1909年）2月，在“废科举，兴学堂”时代风潮影响下，曾在日本留学的湘籍知识分子何炳麟邀集湘南人士刘光前等人创办了湖南南路公学堂，校址设在长沙戥子桥。但此时的学校没有固定的校址，时常搬迁，校长也时常更替。

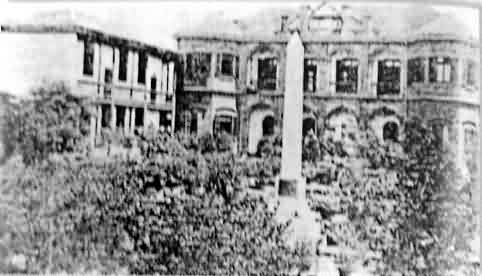
岳云中学长沙经武门荷花池故址

中华民国成立后，学校于1912年更名为湖南第二公学校，同年7月，何炳麟接替唐瞻云出任校长，上任之初，他在长沙经武门荷花池建立了永久性校址，逐年兴建扩展校舍，并于1914年将学校更名为湖南私立岳云中学，1916年，出身郴县的医师陈宜诚先生捐银18,000两，为学校充实了大批图书和教学设备。
此后，自1917年至1937年间，岳云中学迅速发展。一方面学校规模不断扩大，长沙校本部日臻完善，1935年，学校在南岳兴建分校。另一方面，何炳麟校长上任是即提出“聘请好老师，招收好学生，办成好学校”的“三好”口号，延揽优秀人才来校施教:72，之后，何叔衡、徐特立、符定一、赵景深等一批学者前往岳云执教；又首创体育专修科及艺术专修科，采取“校友治校”的方针，由学校给予一定津贴，选拔表现优秀的毕业生到各大学深造，毕业后受聘回母校任教，由于校规及考核制度严格，生源质量因此也有所提高:74。1924年，湖南省教育厅举办中学选优会考，各校派十人参加，其中前十名中有六名为岳云中学学生，而前三名皆为岳云学生。从1932年开始，湖南省教育厅规定全省高初中应届毕业生都要参加统一会考，岳云学生会考成绩始终名列前茅。每届高中毕业生中，升入大专院校的比率均在百分之八十以上。岳云的教育还善于革故鼎新，学校实施的分科制、三三制、能力分组、道尔顿制试验和男女同校，均为湖南首创。

#### 迁徙流亡

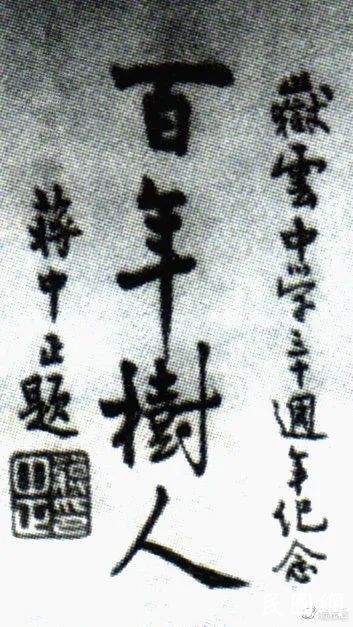
蒋中正题岳云中学三十周年纪念

1937年7月，抗日战争爆发，日军开始轰炸长沙，民国二十八年（1939年），为躲避兵燹，岳云中学迁往南岳:501。不久，日军占领武汉，国民政府军令部迁来南岳，并征用岳云校舍，学校因此迁到衡山县的白果镇，租用祠堂和民舍办学。
1940年8月，军令部离开南岳，退还所借校舍，学校开始回迁南岳。学校在南岳恢复农科，兼办初中一、二年级。1944年6月，学校正筹划将校本部搬迁到南岳，不料日军进攻湖南，南岳、白果、衡阳相继陷落，学校不得不另寻出路。8月师生七十余人搬迁到娄底蓝田，并租用已经西迁溆浦的国立师范学院附中之校舍开始招生，在此期间，学校经费匮乏、运作困难，得到校友钟汉馨和学生家长黄云奎资助才得以勉强维持。

#### 复校南岳

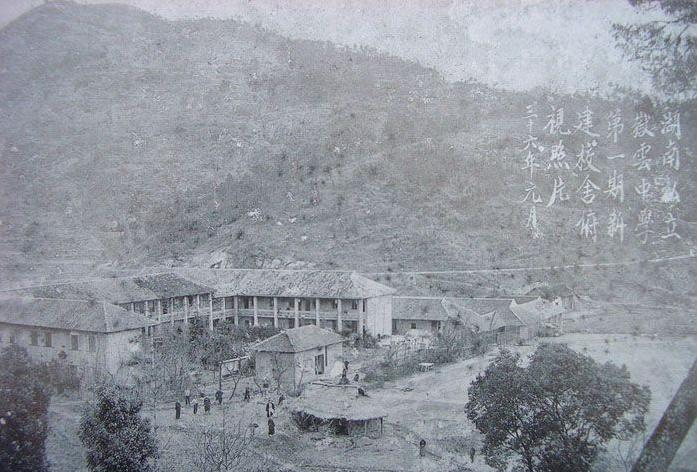
1947年时的岳云中学

1945年8月日本无条件投降，抗日战争结束。学校开始筹划复校事宜，但在搬回长沙还是南岳这一问题上，教职员工各有不同的看法。何炳麟先生认为南岳是名山大川，环境优雅，适宜办学，且学校也不应全集中于大城市。遂决定复校于南岳，10月份开始修复被毁校舍，1946年秋正式开学。定址南岳后，全校师生在何校长的带领下，开始医治战争创伤，大有第二次中兴迹象，当时的副校长文亚文、教导主任谭创余、体育主任杨一南、总务主任赵子端是学校的四大支柱。

### 中华人民共和国时期

#### 艰难转型
1949年10月1日，中华人民共和国成立，同年10月6日，解放军占领南岳。由于当时政权更替，社会动荡，岳云中学的生源下降，而新政府尚未接管私立学校，造成办学经费困难。1951年5月，岳云中学被有关部门认定存在以副校长杨朴庵为首的反革命集团，牵连多位教师和学生，学校濒于崩溃边缘。10月经省公安厅、教育厅联合侦破结果，证明所谓“杨朴庵”案件纯属假案，风波始告平息。11月，岳云中学由省人民政府接管，改校名为“湖南省立岳云中学”，学校从此由私立转变为公立学校，逐步获得恢复和发展。
1953年“湖南省立岳云中学”改名为“湖南省衡山第一中学”。学校过去的优良办学传统得到恢复，初中部毕业生参加衡阳地区统考、高中部毕业生参加全国统考，所获成绩均名列前茅。体育教学出色，多名学生参加省运会、中南运动会、全国田径运动会，获得佳绩。1957年全国反右运动中，学校有十二名教职工被划为右派，其中包括工会主席和语文、外语、数学、理化、史地教研组长，教师队伍受到严重冲击。1961年学校再改名为“湖南省南岳第一中学”。1963年，学校成为湖南省首批十四所重点中学之一，高中可在衡阳、郴州、邵阳三个地区招生，初中则在衡阳地区择优录取。1966年学校复称“衡山第一中学”。

#### 动荡时期
1966年，文化大革命爆发，同年6月1日，文革工作组进驻学校。9月，图书馆四万册图书全部被焚，同时部分教师和学生冲入南岳大庙砸菩萨像，学校兴起红卫兵运动，行政组织与教学管理陷入瘫痪状态。1967年4月，学校档案室被砸，五十余年来所保存的文书档案全部被毁，造成今日校史稽考困难。图书被焚和档案被毁是岳云校史上的两大浩劫。
十年文革中，学校教职工中遭开除、清洗、下放的占总数的84%，师资力量严重削弱，学校的教学质量一落千丈，教学活动时断时续，学生来源参差不齐，生源很差。到1977年全国恢复高考制度时，参加考试的300多毕业生全部落选。1978年六个毕业班参加高考，应届生无一人上线，只录取七名复习生。

#### 复兴壮大
文革后，学校重新建立了以教学为中心的正常秩序，过往优良的校风和学风得到了迅速的恢复。1978年6月，岳云中学获湖南省教育厅重新确定为省、地、县重点完全中学，并于1984年3月28日恢复“岳云中学”校名:504。1992年10月，岳云中学被省教委评估重新确定为全省首批挂牌的8所重点中学之一。2004年5月，在省人民政府教育督导室督导评估中，学校成为全省106所重点中学中获得表彰的10所学校之一。
2005年，因湖南省教育厅规定该省重点高级中学不得举办初级中学，因此该校的初中部与高中部分离，其中初中部以岳云中学创建者何炳麟的表字“迥程”为名，成立民办迥程中学。2006年，迥程中学改制为星源中学。

## 现况

### 校园风光

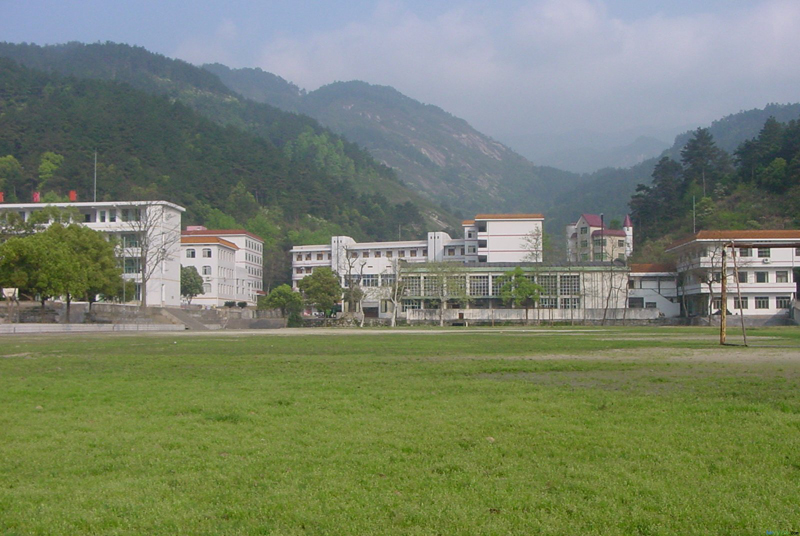
操场
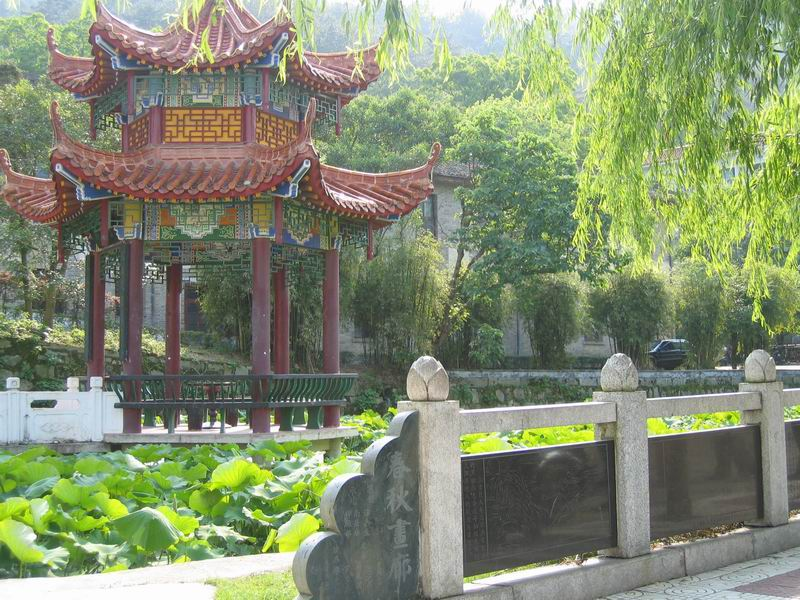
春秋亭
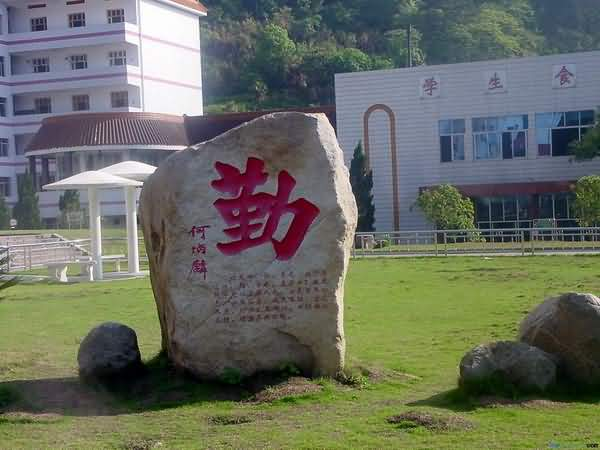
勤字石
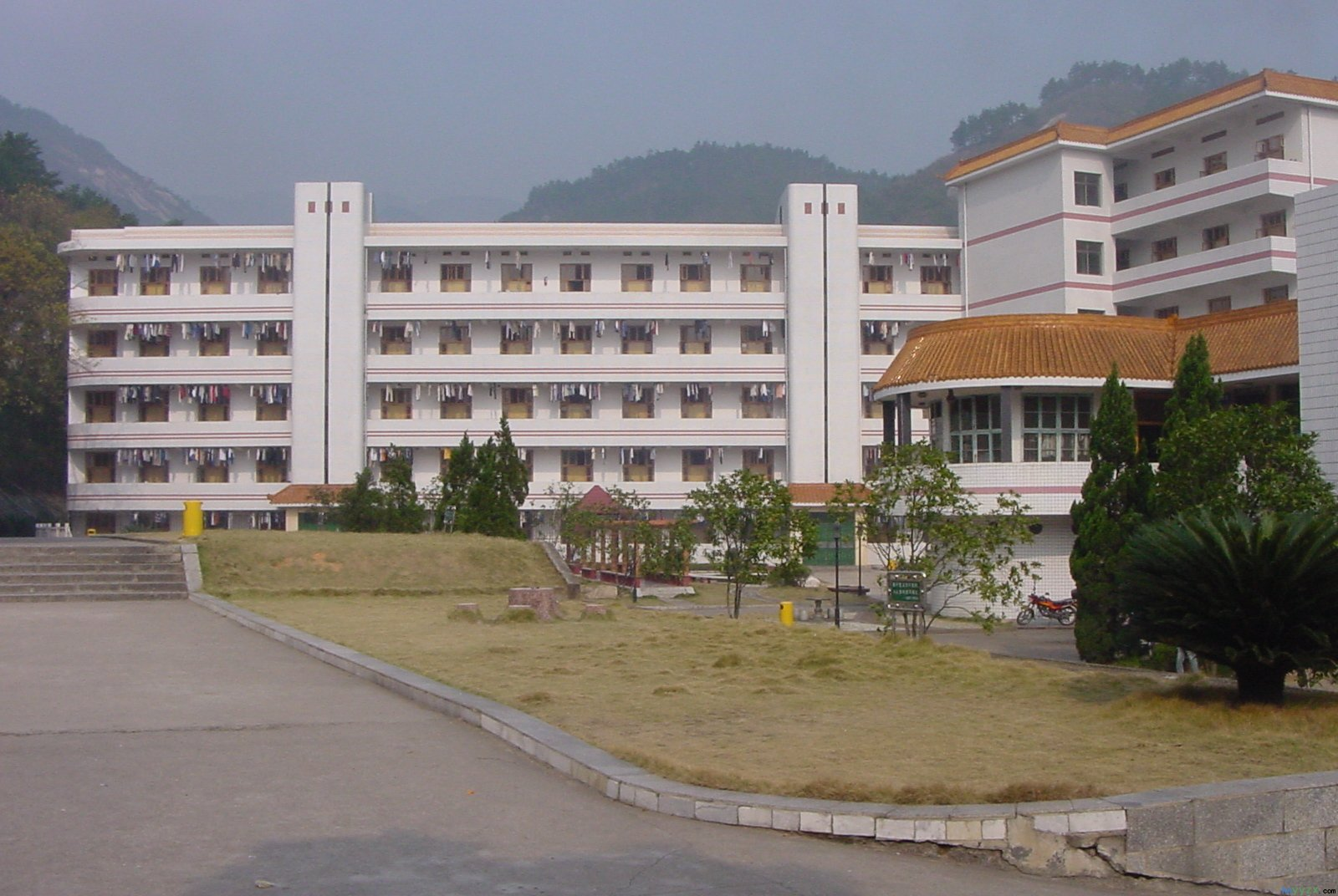
宿舍
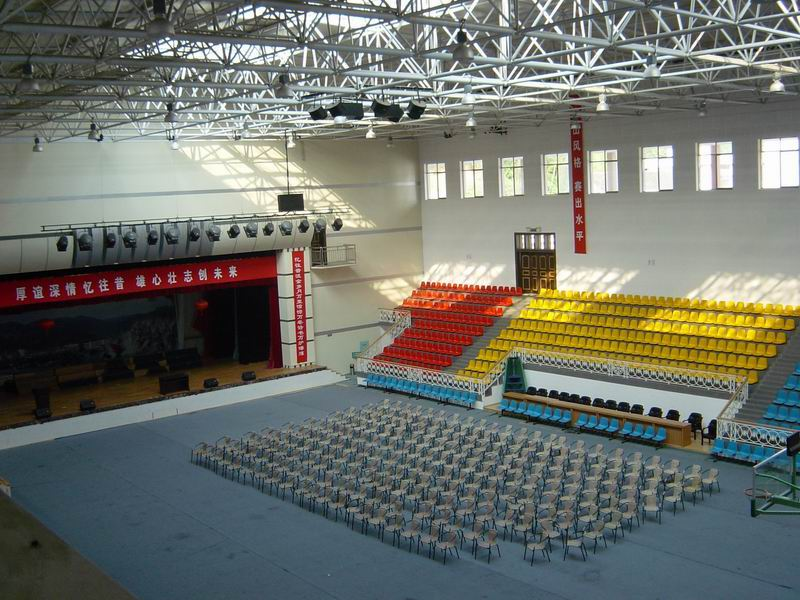
体育馆
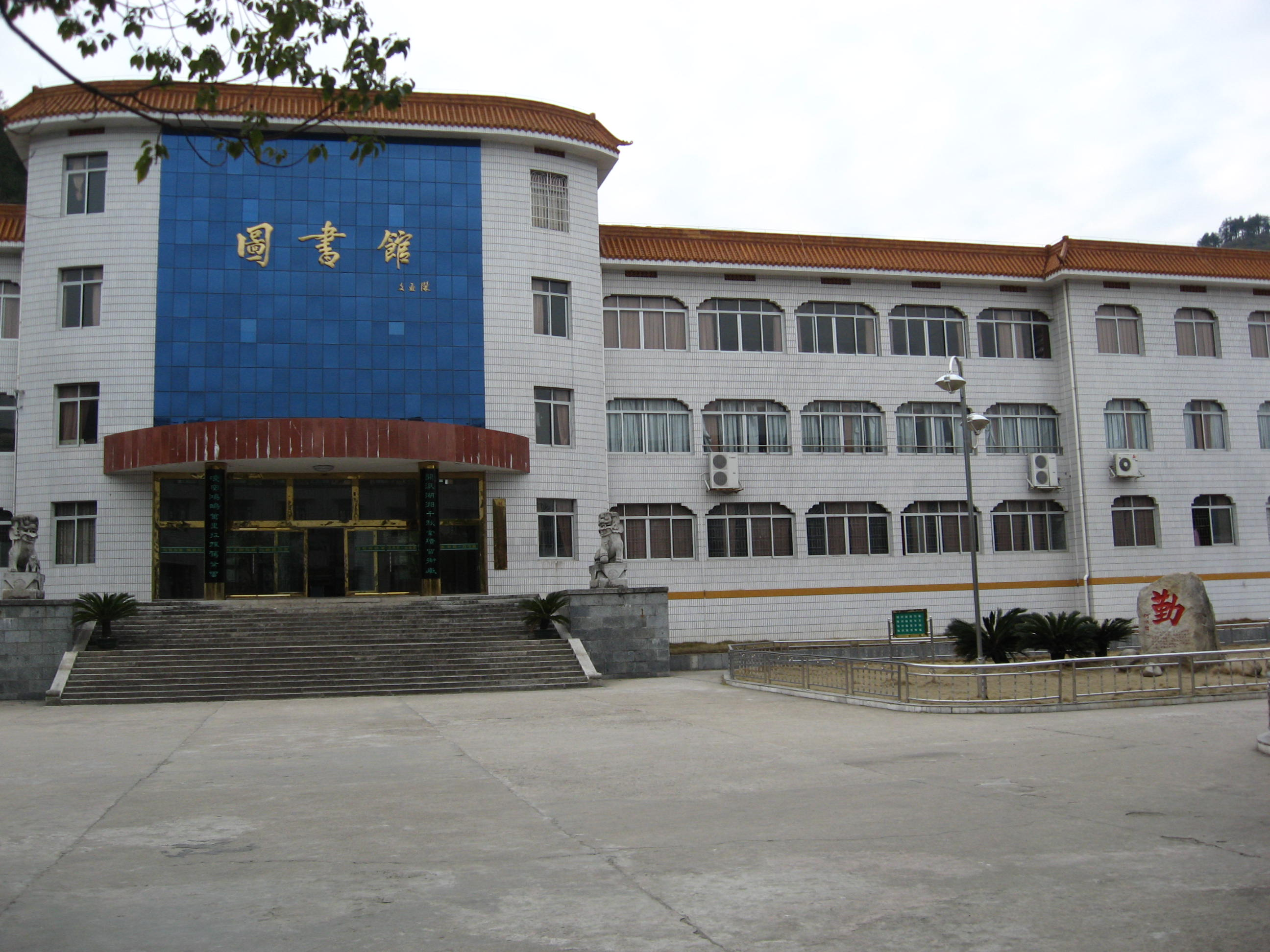
图书馆
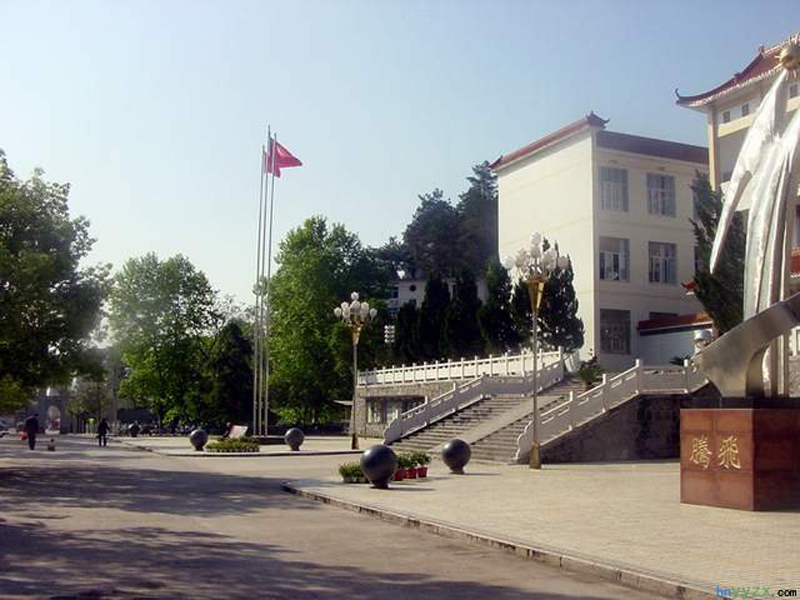
科技楼
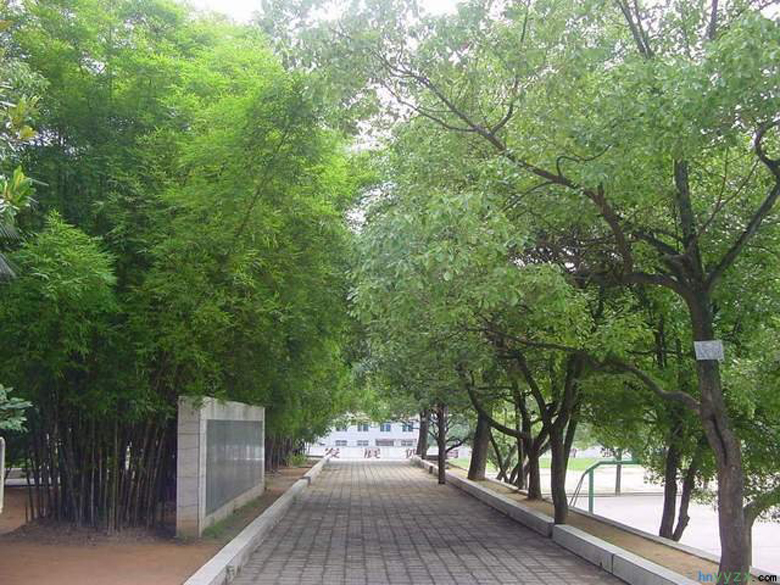
林荫道

#### 书院故址

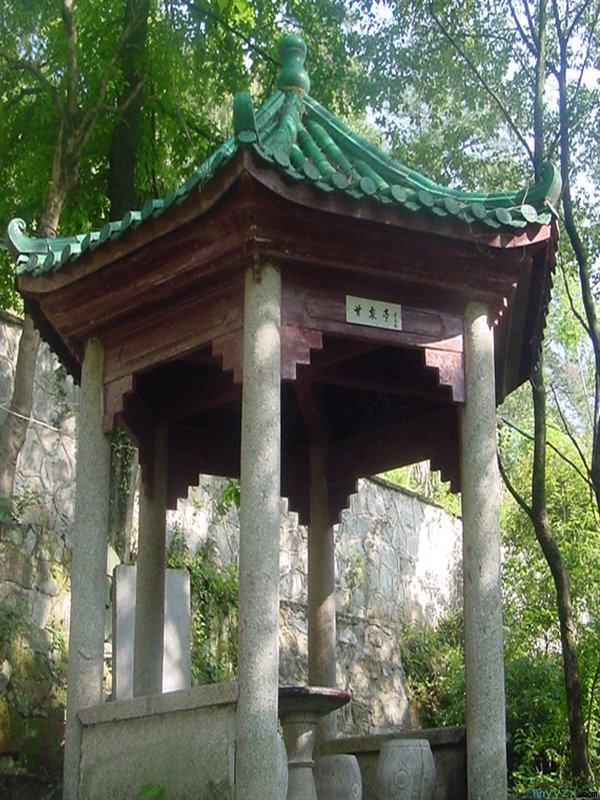
甘泉亭与湛若水石像碑

今岳云中学所在地，为宋文定书院、明甘泉书院故址，历来为文人学士讲学之地，文风鼎盛。岁月侵蚀，两书院遗物现大多荡然无存，殊为可惜。有关联者仅存春秋塘和甘泉亭内的《心性图说》碑。
南宋时期，大儒胡安国（过世后宋高宗赐谥文定）、胡宏父子在南岳紫云峰下建碧泉书堂，胡安国去世后，胡宏为纪念其父而改名为文定书院。胡宏曾助父亲纂写《春秋传》，后在书堂侧建春秋楼，辟春秋塘，今岳云中学里的春秋楼和春秋塘的来源即在此。胡宏是湖湘学派的开创人，当时的湖湘著名学者大多出自其门下，因此文定书院也被认为是湖湘学派的起源地。民国年间，文定书院改为胡氏文定小学，抗战时期再改为质文小学，后停办。岳云中学搬来南岳后，将小学所存房屋用作教工宿舍。1986年学校拆除旧房建成科技楼，2002年改名为“春秋楼”。
甘泉书院为明朝理学大师湛若水（号甘泉）所建，原名甘泉精舍。因湛若水在此讲过学，后人称之为甘泉书院，又因处于紫云峰下，又叫紫云书院。民国年间，岳云中学自长沙搬迁来此地，在故址上兴建教学楼，1938年校长何炳麟先生为纪念朱熹张栻同游南岳，在教学楼后侧建雪霁堂，也即现在岳云中学的校友楼。1990年代，旧教学楼拆除，兴建图书馆。现甘泉亭内尚存湛若水门人詹濂所作甘泉石像碑石，碑上刻有湛若水所作《心性图说》全文。

## 岳云精神

### 校名
自1914年改名为“湖南私立岳云中学”，随着教学质量的不断提高，“岳云”这个名字逐渐成为教育界里的一块金字招牌，曾有“北南开，南岳云”之誉。为何当初取“岳云”这个名字，因档案被毁，今已不可考。估计学校创始人都为湘南人士，湘南又以南岳衡山著称，可能与此有关。有意思的是，这也是民族英雄岳飞之子岳云的名字，不知道当年的老先生们想到过这一点没有。1949年以后，和其他著名中学一样，“岳云”这个校名也长期被苏联式的序列数字代替，1984年才得以恢复。今天岳云中学大门上的校名为校友李锐在1984年所题。校门上的长联，“岳峙东南有甘泉别院文定故庐湖湘胜学传千古，云生毫末看霖雨中华春风大地荆楚英才铸九州”，为原衡山县长宾新华所书。
1984年3月28日，湖南省教育厅在湘教普字（1984）四号文件《关于长沙市二中等四所中学校恢复原校名的通知》中说：
我省长沙市二中、三中、四中和衡山一中，原名长郡中学、明德中学、周南中学和岳云中学。这四所学校，均创办于辛亥革命之前，历史悠久，办学各具特色，教育成绩卓著，半个世纪以来，特别是中国共产党成立以后，在党的领导下，为中国人民的解放事业和社会主义建设事业，培育了一大批杰出人才，在国内外具有一定影响。为了更好地为四化建设培育人才，经研究决定并征得教育部同意，自即日起恢复这四所中学的原校名。

### 校训
勤、恪、忠、毅
1918年由何炳麟先生制定，沿用至今。

## 传统特色
建校伊始，何炳麟先生即定下“以全面发展为宗旨、以数学体育为两翼、以勤恪忠毅为精神”的办学思想。在综合教育的背景下，岳云中学尤重数学、体育两科，要求严格。许多学生毕业多年后对此仍印象深刻，且受益终生。岳云的英语水平虽比不上教会学校，但也有特色，很多科目采用英文原版教材，这一点现今很多学校也很难做到。

### 数学

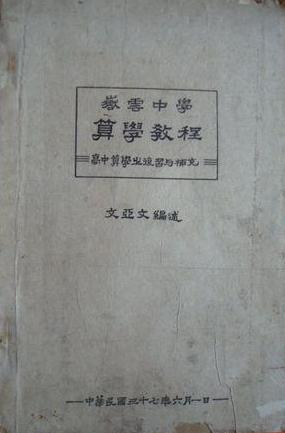
文亚文先生编述的《算学教程》

岳云素来以数学著称，何炳麟先生就曾兼任过数学教员，其编写的《几何图学》被当时长沙各学校作为教材，为湖南制图学教学的开创者。学校拥有文亚文、谭创余、向大支、黄步瀛等名师，其中何炳麟、文亚文、谭创余三人被誉为湖南“三个半数学老师”之“两个半”。学校自编《混合数学》作教材，学生作业要求整洁美观，用三角板划等号。

### 体育
何炳麟先生认为“国家之强盛赖乎国民之健全，国民之健全持乎体育之普及”，故在岳云鼎力开展体育教学。学校明文规定：“学生凡体育不及格者一律不准毕业”。要求之严厉如校友马鹤凌回忆道：：
规定住校学生，每天一早拿着自己的名牌，到市体育场跑一圈八百米，再回校念书。缺席三次就记过，三小过算一大过，三大过就开除学籍。
 由于学校重视体育，竞赛成绩一直雄冠三湘，多次获省运会总分第一，并代表湖南出征全国运动会，培养出了一批体育健将和高水平体育师资。这种局面一直持续到1949年。1949年后，由于国家体育机制的改变，岳云的竞赛成绩不再如过去那样突出，但仍然重视普通学生的体育锻炼，“冬季长跑”是一个令许多岳云校友刻骨铭心的词。

### 英语
岳云一些科目使用英文原版教材，程度也比一般学校要深，对此校友丁玲回忆说：
我那时忙于功课，因为岳云的功课要比周南紧些，特别是英文课完全用英语讲授，课本是《人类如何战胜自然》，是书，而不是普通课本，文法也较深。
 校友李锐也说：
高等代数用原文本，是上海交通大学一年级用的课本，西方的有名的高等数学教材。那个时候湖南大学有个印刷所，把原版书用石印的方式翻印，我们的原版书就是那么来的。我记得，中学的物理、化学、数学、英语，全部是英文版，英文书。同学都能看。只有国文是用中文......数理化用英文本子，但讲课还是用中文。数理化的英文简单，特别是数学，里面没有很多语言，而且用的那个外文本子都不厚，高等数学是这么厚一本，物理化学都是西方初中教科书的本子。

## 岳云校父

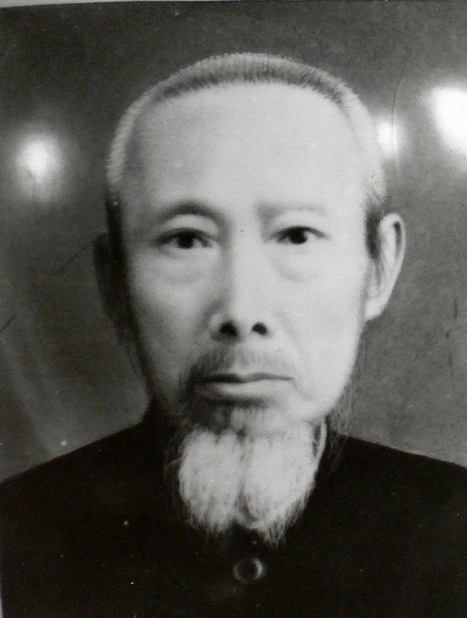
何炳麟先生

何炳麟先生，湖南炎陵人。1903年东渡日本留学，1908年回国，1909年与同仁好友创办岳云中学。自此起至1966年逝世，再也没有离开过岳云。任校长一职长达55年，历经岳云的创校、发展、搬迁和转型，把大半生奉献给了学校，实为“岳云之父”。
创校之初，何炳麟先生就提出“招收好学生，聘请好老师，办成好学校”的办学目标。一方面从校外礼聘社会贤达任教，另一方面选拔优秀毕业生到高校深造，学成后回母校执教。“校友治校”是岳云独特的办学传统，这些出身岳云的教师爱校如家、爱生如子，是岳云日后声誉蒸蒸日上的重要原因。他推崇学生的全面发展，极重视体育教学，不惜重金从北京上海等地方招聘优秀运动员，使得岳云在湖南“文运动第一，武运动第一”。
何炳麟先生办学有两句名言，一句是“办学敛财，天诛地灭”，另一句是“误人子弟，男盗女娼”。为了办好岳云，他不惜重金，甚至倾家荡产。岳云创立时期，经费不足，常有债主上门讨债，他只好留下“急事外出，明年才回，请莫久等”的字条，出门躲债。老师来讨薪，他便自掏腰包请老师吃饭，饭后言明薪水暂时记账，老师们也只好一笑了之。1930年代，岳云骨干教师，教务主任，副校长的月薪为140—160元，而何校长月薪仅100元。任岳云中学校长55年，他未置任何产业，不仅把校董会决定支付给校长室的办公经费移交给学校做基金，且连祖传的田产、房产也全部都捐献给了学校，平时穿兰布长衫，冬天穿棉袄，60岁时连皮袍都没有一件，没钱添置一件像样的衣物。1959年毛泽东接见他的时候，赞扬他说：“勤俭办学，叫花子讨米不要钱”。他治校严格，不徇私情。曾有学生数学不及格，拿不到文凭，该学生寄来威胁信，内附子弹，他照样顶回去。其子何国福旷课18小时，按校规应该开除，教务处没有按章办理，他便亲自书写公告将其开除。

## 著名教师
- 赵景深 1920年代曾任岳云中学国文教员，1949年后一直在复旦大学中文系任教。著名戏曲学家，曾任中国古代戏曲研究会会长，中国俗文学学会名誉王席，中国民间文学研究会上海分会主席等。

- 胡云翼 国立武昌师范大学毕业后应校长何炳麟之邀回母校岳云中学任国文教员。后又担任过上海中华书局和上海商务书局编辑、嘉兴县长等职。1949年后先后在上海南洋模范中学、上海师范学院等地任教。著名词学家，所著《唐宋词一百首》、《宋词选》在同类著作中发行量最大、影响最广。

- 张德粹 东南大学毕业后回母校岳云执教，任化学教员兼训育主任。1935年以第一名的成绩考取湖南省公费留学生，先后留学于丹麦皇家农学院、英国曼彻斯特大学和牛津大学。回国后历任西北农学院、兰州大学、浙江大学和中央大学等校教授。1949年后去台湾，任台湾大学农业经济学系主任，是台湾权威的农业经济学家，为台湾的经济起飞作出了突出贡献。

- 文亚文 湖南高等师范学校理数科毕业后回母校岳云任数学教员，后又入北京大学数学研究科进修，毕业后仍回岳云任教。曾编著数学教材多种，为湖南有名的数学教师。在岳云中学任教达三十多年，还担任岳云中学副校长职务多年。1949年后历任东北工业会计统计专门学校数学讲师、东北地质学院讲师。

- 谭创余 国立武昌师范大学数学系毕业后响应何炳麟先生“校友治校”的号召，回母校岳云任数学教员，多次出任教导主任，任教岳云时间长达二十多年，直至1946年病逝。与何炳麟、文亚文并称湖南“三个半”数学老师的两个半，创造了岳云校史上的数学教学巅峰。学生回忆他上课的情景：重点突出，思想集中，语言简炼，板书工整优美，在黑板上画圆时，右手执粉笔，向周围一挥，浑如自己是一圆规，一个正圆就出现了，学生莫不惊其神技；下课铃一响，讲授内容，恰好完毕，其掌握时间之精确，亦足令人钦佩。

- 熊克立 武昌湖北高等师范学堂外语系毕业后回母校担任英语教师达20年，以仪容端庄、发音准确著称，深受学生欢迎。1949年后在湖南师范学院外语系任教。

- 邱望湘 毕业于上海专科师范图音科，著名作曲家。曾任岳云中学艺术专修科音乐教员，贺绿汀是他任教时的学生。后历任重庆国立音乐院作曲主任，上海音乐学院教授。

- 刘已明 岳云中学艺术专修科毕业后，先在衡阳省立第三师范任教，1926年回岳云工作。1930年考入上海国立音乐专修学校，33年春又回岳云任教，业余创作了很多的中小学生歌曲。1949年后，历任湖南艺术学院音乐系主任、湖南师范学院艺术系系主任，曾任湖南省音协名誉主席。

- 丁竹如 出身于书画世家，岳云中学艺术专修科留校任教，既执教音乐、美术，又从事教务和训导工作，还主动担任学校的艺术设计工作，诸如校徽、帽徽、证章、运动会纪念章、运动服和校毯上的“岳云”字样等，都是经过他精心设计的。

- 朱恩德  1920年何炳麟校长重金聘来主持体育教学，从此岳云的体育教育别开生面，雄霸湖南。朱恩德是二十世纪初期名震亚洲的田径运动健将，曾在第四届远东运动会上夺得田径5项全能和10项全能冠军，是中国在国际比赛中夺得金牌的第一人。

- 杨一南 岳云中学体育专修科毕业，留校任教三十多年，使岳云中学的体育成绩在湖南历届运动会上均名列前茅，培养出了一大批体育健将。1960年参加全国文教系统群英大会，同年3月调湖南体育学院运动系，1963年任湖南省体育学校副校长。曾任全国田径分区赛田径裁判员，是湖南省第一批国家级田径裁判员。

校友李锐回忆就读岳云时的老师们：
数学我记得两个教员，一个叫文亚文，这是湖南非常有名的数学教员，在中学兼过副校长。文亚文教我们代数。几何教员叫谭创余，教得非常好。岳云的数学非常有名，教员都是湖南一流的，学生成绩好......我记得一个国文教员，叫胡云翼，是江苏人，上海复旦大学毕业，是研究词学的，解放以后在上海，可惜我没有去看过他，但一直看到在上海活动中有他的名字。胡云翼教国文，用的是《开明活页文选》。《开明活页文选》不是一本书，是散页的，你可以去买活页，很便宜。他就从活页文选里挑出一些文章来教我们，也教《孟子》，有古文，也有白话文，这个胡云翼是提倡白话文的，所以我们在初中用白话作文，引起大家很大的兴趣。他出的作文题目非常活，让你写多少次都可以。我记得有一次作文，我写了半本。他批语写得也很好。那个时候我就开始对作文感兴趣......从初中到高中，化学教员我印象特别深，他兼训育主任，叫张德粹，是南京中央大学毕业的。他在欧洲留过学，去过丹麦，是欧洲很有名的原子物理学家玻尔的学生。那个时候，商务印书馆有个《东方》杂志，他投了稿，他和玻尔的照片在《东方》杂志上出现。这个人非常厉害，又是训育主任，又教化学，严格得很，一天到晚没有笑容。

## 知名校友
- 李薰  1930年插班进入岳云中学，1932年免试保送湖南大学矿冶工程系。1937年，通过湖南省公费留学考试，入英国谢菲尔德大学冶金学院学习。1940年，取得哲学博士学位。1951年获谢菲尔德大学冶金学博士。1951年回国任中国科学院金属研究所筹备处主任。1953年经中华人民共和国政务院批准，正式成立中国科学院金属研究所，周恩来亲自签署任命李薰为所长。1956年，当选为中国科学院技术科学部学部委员。1978年5月，任中国科学院沈阳分院院长。1981年5月，任中国科学院副院长和技术科学部主任。

- 孟少农  1930年考入长沙岳云中学，1932年全省会考，以第一名的成绩考入清华大学机械系。1941年进入麻省理工学院机械系。1946年回国，毕生致力于汽车工业建设事业，曾任中国第一汽车制造厂、陕西汽车制造厂和中国第二汽车制造厂副厂长和总工程师，是新中国汽车工业技术的主要奠基人。1980年11月当选为中国科学院技术科学部委员。

- 曹建猷  1929-1936年就读岳云中学。1936考入上海交通大学电机工程系读书。1945入美国麻省理工学院，1950年获博士学位。1951年回国，先后任唐山铁道学院教授、电机系主任，西南交通大学副校长兼电机系主任，校学术委员会主任。1980年当选为中国科学院学部委员，是中国铁道电气化事业奠基人。

- 钟训正  岳云中学高39班毕业。1948年考入中央大学工学院建筑系，1952年南京大学建筑系毕业，先后在湖南大学建筑系、武汉大学水利学院任教。1954年调入南京工学院建筑系（今东南大学建筑学院），历任助教、讲师、副教授、教授、博士生导师。1997年当选为中国工程院土木、水利与建筑工程学部院士。毕生从事建筑教育、建筑设计和研究。

- 邓华  1925年考入岳云中学，1927年加入中国共产党。1928年参加湘南起义。曾任东北野战军第七纵队司令员，第四野战军四十四军军长，第十五兵团司令员。1949年后，任广东军区第一副司令员，第十三兵团司令员，中国人民志愿军第一副司令员兼第一副政治委员、代司令员兼代政治委员，沈阳军区司令员，中国人民解放军副总参谋长，军事科学院副院长。1955年被授予上将军衔。

- 李锐  1928年考入岳云中学。1934年入武汉大学机械系。历任延安《解放日报》编辑、《冀热辽日报》社长、《新湖南报》社长、高岗、陈云和毛泽东的秘书、湖南省宣传部部长、水电部副部长、中组部副部长，是中共党内少有反对三峡工程的高级官员，晚年呼吁宪政改革，是著名的党内异见人士。

- 廖耀湘   1921年入岳云中学。1926年考入黄埔军校第六期，1928年毕业。1930年公派到法国留学，学习三年法语后进入法国圣西尔军校。1936年以第一名毕业于机械化骑兵专业，旋即回国，1938年初任机械化师200师少将参谋长。1941年任入缅印远征军第五军第22师副师长，赴缅甸作战。1942年8月初到达印度的迪不鲁加尔，编入中国驻印军。1944年8月任中国驻印军新六军军长。1948年10月国共内战中被俘。1961年被特赦，1968年文革中受批斗，心脏病突发去世。

- 黃杰 早年就读岳云中学。1924年考入黄埔军校第一期。参加了东征、北伐等战争。抗日战争中曾参加了著名的古北口战斗和淞沪会战、徐州会战、入缅印反击战。历任第十一集团军副总司令兼第六军军长、第十一集团军代总司令、中国陆军总司令部第一方面军副司令。国共内战后率部败退越南富国岛，直到1953年6月方到达台湾。后历任台湾卫戍司令、陆军总司令兼台湾防卫总司令、总统府参军长、警备总司令、台湾省政府主席、国防部长。1960年晋升为陆军一级上将。

- 劉詠堯 1922年畢業於湖南岳雲中學，1923年赴廣州陸軍講武學校學習。1924年，轉入黃埔軍校第一期六隊。1925年12月，奉命前往蘇聯莫斯科中山大學學習，曾參與過東征、北伐、中國抗日戰爭、國共內戰等戰役，劉曾任中華民國國防部副部長、代理部長兼全國人事部部長。中華民國陸軍一級上將。劉詠堯為藝人劉若英之祖父。

- 贺绿汀  1924年入岳云中学艺术专修科。1926年留校任音乐教员。1931年考入上海音乐专科学校。早年参加湖南农民运动和广州起义。后任武昌艺术专科学校教员，明星影片公司音乐科科长、重庆育才学校教师。皖南事变后参加新四军，1943年赴延安，历任陕甘宁晋绥联防军政治部宣传队音乐教员、延安中央管弦乐团团长、华北文工团团长。1949年后任上海音乐学院院长，全国文联第四届副主席，中国音乐家协会第二、三届副主席。《游击队之歌》的作者。

- 杨开慧 1921年转学入岳云中学。著名学者杨昌济的女儿，毛泽东的第二任夫人。1921年岳云中学开湖南教育之先河，首允男女同校，因参加学生运动被福湘女中开除的杨开慧转入岳云中学，同时进入岳云中学的首批女生还有丁玲，王佩琼，周毓明，许文炫，杨漫景等。该年杨开慧与毛泽东结婚。

- 马鹤凌  1935年2月至1940年1月就读于岳云中学。体育成绩优异，全能运动员，担任各种球类运动队队长，曾夺得省运会万米长跑冠军，并在省、市运动会上多次获长短跑冠军。1941年考入中央政治学校，曾任蒋介石侍卫官，1949年去香港，1951年秋去台湾，历任国民党阳明山党部书记、台北市党部第二组和第三组组长、公路党部设计委员、中央委员会秘书处秘书、知识青年党部书记长、行政院青年辅导委员会第四组主任、台北市党部副主任委员、中央考核纪律委员会副主任等职。中华民国第十二任总统马英九之父。